# Maremán (tepuy)
El Maremán-tepuí es una meseta montañosa ubicada en el parque nacional Canaima, en el extremo este del estado Bolívar en Venezuela, cerca de la frontera con la Guayana Esequiba. A una altitud promedio de 1.340 m s. n. m., el Maremán es una de las montañas más altas en Bolívar.

## Ubicación
El Maremán-tepuí está ubicado en un exclusivo punto natural, rodeado de sabana y tepuies por todas sus coordenadas, del sector Oriental del parque nacional Canaima, en lo que se considera la entrada a la Gran Sabana. El acceso se ubica al este del Monumento al Soldado Pionero, en la Carretera Troncal N° 10, km. 88, vía Santa Elena de Uairén. El caserío indígena de «Secumaraec-ta» se encuentra a unos 8 km al norte, mientras que el pueblo de «Ají» y «Luepa» se encuentran hacia el oeste, vía la estación Terrena de Luepa.